# SpinLaunch
SpinLaunch (с англ. — «СпинЛонч») — американская компания по развитию космических полётов, работающая над технологией безракетного запуска полезной нагрузки (лёгких спутников массой до 200 кг) в космос. В пусковом устройстве используется принцип пращи. 
В компании работает около 120—180 человек.
На январь 2020 года компания собрала 80 млн долларов, инвесторами стали такие компании, как: Kleiner Perkins, Google Ventures, Airbus Ventures, Catapult Ventures, Lauder Partners, а также семьи Джона Дорра и Байерс. 

## Принцип работы системы
С помощью центробежного ускорителя (центрифуги) снаряд «катапультируется» на высоту, где далее запускается двигатель ракеты-носителя для довывода полезной нагрузки на нужную орбиту. Такая система более рентабельна, чем обычные ракеты. В такой системе центробежная установка заменяет первую ступень (самую массивную) обычной ракеты. Остающийся ракетный снаряд относительно прост и недорог в производстве.
Планируемая орбитальная система запуска диаметром 100 метров будет способна доставлять около 100 кг полезного груза в космос. Все устройство должно быть наклонено на 35 градусов по отношению к поверхности земли, чтобы при запуске был достигнут соответствующий угол возвышения.
Внутри центрифуги к противоположным консольным рычагам прикреплены ракетный снаряд весом несколько тонн[сколько?] и противовес. Внутренняя часть системы вакуумируется в течение часа для предотвращения разрушения ракеты от трения окружающего воздуха в процессе разгона продолжительностью в полтора часа. При достижении скорости 8000 км/ч два ускоряемых объекта выпускаются одновременно. Затем снаряд покидает центрифугу через закупоренный выходной канал, прорывая его мембрану. Спустя минуту баллистического полёта ракетный двигатель включается на высоте около 60 км и разгоняет полезную нагрузку до орбитальной скорости.
Ожидается, что на установке можно будет выполнять по два пуска в сутки и по самой низкой цене в отрасли.

## История
Компания SpinLaunch основана в 2014 году серийным предпринимателем Джонатаном Яни (англ. Jonathan Yaney) в Саннивейле, штат Калифорния. Нынешняя штаб-квартира организации находится по адресу: 4350 Ист-Конант-стрит (англ. E. Conant St.) в Лонг-Бич, штат Калифорния. Компания смогла в короткие сроки привлечь четыре миллиона долларов США в виде начального капитала. Бывший завод по производству микропроцессоров недалеко от штаб-квартиры Google в Калифорнии служил первой штаб-квартирой компании. Яни вдохновил американский военный Проект высотных исследований, в котором в 1960-х годах использовалась космическая пушка для суборбитального запуска снарядов в космос.
В 2016 году была завершена первая испытательная центрифуга диаметром 12 метров. На этом устройстве различные компоненты спутников подвергались ускорению около 10 000 g. Кроме того, объекты направляли в металлическую стену со скоростью около 6500 км/ч.
В 2018 году SpinLaunch смогла убедить в своей концепции известных инвесторов, таких как Airbus Ventures и GV (ранее — Google Ventures), и получила ещё 40 миллионов долларов. На эти деньги компания профинансировала переезд в более крупное офисное здание в Лонг-Бич; кроме того, на космодроме Америка в Нью-Мексико началось строительство центрифужной катапульты диаметром около 35 метров, обеспечивающей суборбитальные запуски до 50 кг полезной нагрузки.
В июне 2019 года компания SpinLaunch объявила о заключении контракта на строительство прототипа совместно с военными США.
В 2020 году компания SpinLaunch привлекла деньги инвесторов в размере 35 миллионов долларов США и продолжила строительство своей штаб-квартиры на 13 000 м2 в Лонг-Бич и своего испытательного оборудования для полётов в космопорте Америка, расположенном в штате Нью-Мексико (сдан в аренду в 2019 году). Размер катапульты составил 50 м в диаметре, она стала самой большой вакуумной центрифугой в мире.
В октябре 2021 года была запущена в эксплуатацию суборбитальная катапульта, первый испытательный снаряд в испытании поднялся на высоту около 10 км. В конце 2021 года компания SpinLaunch была названа одним из «Лучших работодателей в космической отрасли» по версии Everything Space, платформы для подбора персонала, специализирующейся в космической отрасли.
В апреле 2022 года SpinLaunch запустила снаряд с видеокамерой на борту в полёт со скоростью более 1000 миль в час на высоту несколько километров[уточнить].

## Критика
Различные эксперты сомневались, что такая система сможет работать. Одним из основных критических замечаний было мнение, что ракета, как и спутники, не сможет выдержать таких огромных ускорений, которые развиваются в центрифуге, и ракету просто разорвёт на части. Другой сомнительный момент состоит в том, что снаряд должен быть выпущен в строго определённый момент, любое отклонение может разрушить как снаряд, так и установку.